# Сыроежка буреющая
Сырое́жка буре́ющая (лат. Rússula xerampelína) — вид грибов, включённый в род Сыроежка (Russula) семейства Сыроежковые (Russulaceae).

## Описание
Шляпка достигает 3,5—10,5 см в диаметре, сначала выпуклая, затем уплощённая, вдавленная и воронковидная. Окраска у края фиолетово-красная, в центре фиолетово-чёрная, иногда с буроватыми пятнами. Кожица матовая, в сухую погоду иногда бархатистая.
Пластинки приросшие к ножке, кремовые или светло-охристые.
Ножка цилиндрическая или булавовидная, с карминно-красным оттенком, при повреждении буреющая.
Мякоть крепкая, белая, на воздухе буреющая или желтеющая. Запах свежих грибов довольно слабый, при высыхании становится сильным, креветочным.
Споровый порошок охристого или светло-жёлтого цвета. Споры 8,5—10,5×6,5—8 мкм, эллиптические, шиповатые, с достаточно хорошо развитой сеточкой. Пилеоцистиды в основном цилиндрические, реже булавовидные или веретеновидные.
Съедобна, обладает приятным негорьким вкусом, однако сильным специфическим запахом.

## Экология
Вид широко распространён в горных и равнинных хвойных лесах Евразии, образует микоризу с сосной и елью.

## Сходные виды
Сыроежка буреющая входит в комплекс видов с креветочным запахом, отличающихся только микроскопическим строением и экологией.
- Russula abietum (J.Blum) Bon, 1983 произрастает под пихтой.
- Russula amoenipes (Romagn. ex Bon) Bidaud, Moënne-Locc. & Reumaux, 1996 произрастает под сосной, отличается мелкими спорами с хорошо развитой сеточкой.
- Russula cicatricata Romagn. ex Bon, 1987 известна из Гренландии, произрастает под лиственными деревьями, отличается зеленоватой шляпкой.
- Russula clavipes Velen., 1920 произрастает под елью, в горных лесах — пол берёзой, отличается обычно зеленоватой шляпкой.
- Russula cretata Romagn. ex Reumaux, 1996 — очень редкий вид, произрастающий под дубом и буком.
- Russula faginea Romagn. ex Adamčík, 2003 произрастает только под буком.
- Russula favrei M.M.Moser, 1978 произрастает в горных хвойных лесах, шляпка в основном тёмно-коричневая, запах очень слабый.
- Russula graveolens Romell, 1893 произрастает в широколиственных лесах Европы, окраска шляпки очень разнообразна.
- Russula langei Bon, 1970 встречается очень редко в широколиственных лесах, шляпка фиолетовая, затем зелёная, ножка с фиолетовым оттенком.
- Russula oreina Singer, 1938 известна с Алтая, отличается крупными спорами.
- Russula pascua (F.H.Møller & Jul.Schäff.) Kühner, 1975 произрастает под ивой и берёзой в горных лесах, шляпка красно-коричневая.
- Russula pseudoolivascens Kärcher, 2002 произрастает под лиственными деревьями, отличается зеленоватой шляпкой.
- Russula subrubens (J.E.Lange) Bon, 1975 произрастает только под ивой.

## Таксономия

### Синонимы
- Agaricus esculentus var. xerampelinus (Schaeff.) Pers., 1801
- Agaricus rubellus Batsch, 1783, nom. illeg.
- Agaricus xerampelinus Schaeff., 1774basionym
- Russula atrosanguinea Velen., 1920
- Russula barlae Quél., 1883
- Russula brevissima Moënne-Locc., 1996
- Russula erythropus (Pelt.) Maire, 1933
- Russula rivulosa Bidaud, 1996, nom. inval.
- Russula suberythropus Moënne-Locc., 1996, nom. inval.
- Russula xerampelina var. erythropus Pelt., 1908